# 高雄市立大寮國民中學
高雄市立大寮國民中學（英語：Kaohsiung Municipal Daliao Junior High School），簡稱大寮國中，為高雄市大寮區的一所國民中學，也是大寮地區第一所公立中等學校。

## 校史
1968年8月1日創校，經教育部指定為語文社會學科實驗國民中學。由陳繼舜擔任首任校長。
1977年經教育廳指定，成立全縣輔導活動研究發展中心。
1978年8月1日設立潮寮分部。
1983年8月1日，潮寮分部獲准獨立設校，校名為「高雄縣立潮寮國民中學」。首任校長為鄭凱元。
1987年成立女子排球隊。1988年8月1日奉准設立附設補校，開始招收新生一班。1989年8月1日設立中庄分部。
1991年8月1日，中庄分部亦奉准獨立設校，校名為「高雄縣立中庄國民中學」。首任校長為曲言文。
1996年1月設立慈輝班，1998年11月正式招生。
2010年12月25日因高雄縣市合併，校名更改為「高雄市立大寮國民中學」。
2011年起啟動三期校舍改建工程，第一期於2013年10月完工啟用，並獲得該年度校園建築園冶獎。
2016年起停辦慈輝班，並配合市府政策改辦「大寮國際學園」。同年9月，第二期校舍改建工程完工啟用。
2017年1月24日與越南Hanoi Star Primary and Secondary School締結姊妹校，並於同年12月15日參與亞洲學生交流計畫。同年8月1日，「進學非營利幼兒園」正式招生。
2018年民俗體育隊參加全民運動會，女子組團體跳繩項目以3分鐘540下破大會紀錄，獲得金牌。2020年再度於男子組項目以3分鐘568下獲得金牌。
2019年6月6日，第三期校舍改建工程完工啟用；2020年再度獲得校園建築園冶獎。
2020年12月設立社區共讀站，並於同年底完成全校冷氣與室內空氣清淨機裝設。
2021年6月半戶外球場完工，同年，民俗體育隊獲頒高雄市體育有功人員績優團體獎。
2022年完成全校電力改善工程及屋頂太陽能光電系統建置。操場跑道於同年12月整修完工，並獲國教署評選為中輟預防輔導績優單位。

## 歷任校長
- 首任校長：陳繼舜（1968年8月1日創校～1978年7月31日）
- 第二任校長：林吉卿（1978年8月1日～1983年7月31日）
- 第三任校長：張朝造（1983年8月1日～1987年7月31日）
- 第四任校長：趙連奎（1987年8月1日～1990年7月31日）
- 第五任校長：蕭光松（1990年8月1日～1995年1月31日）
- 代理校長：高雄縣教育局主任督學陳瑞忠（1995年2月1日～1995年7月31日）
- 第六任校長：鄧勁伯（1995年8月1日～1999年7月31日）
- 第七任校長：吳宗立（1999年8月1日～2001年1月31日）
- 代理校長：高雄縣教育局督學陳清春（2001年2月1日～2001年7月31日）
- 第八任校長：林重澎（2001年8月1日～2007年7月31日）
- 第九任校長：李水勝（2007年8月1日～2010年11月30日）
- 第十任校長：田佳立（2010年12月1日～2015年7月31日）
- 第十一任校長：侯長文（2015年8月1日～2023年7月31日）
- 第十二任校長：呂旭英（2023年8月1日～至今）

## 校徽
標誌中的「寮中」二字以圓圈包圍，圓圈上方繪有樹木圖案，象徵生命力，亦呼應學生的青春與活力。

## 校隊

### 女子排球隊
- 97學年度國中排球聯賽甲級女子組冠軍。
- 98學年度國中排球聯賽甲級女子組冠軍。
- 連續獲得97、98學年度國中女子排球聯賽甲組冠軍。
- 101年市長盃排球賽冠軍。
- 101高雄市中正盃排球賽第二名。
- 102年高雄市運動會排球賽冠軍。
- 103年全國第58屆和家盃排球賽冠軍。
- 103年高雄市運動會排球賽冠軍。
- 103年全國媽祖盃排球賽第二名。
- 103學年度國中排球聯賽甲級女子組第二名。
- 104年「第五十九屆和家盃排球錦標賽」國中女子甲組冠軍。
- 104年全國第50屆莒光盃排球錦標賽第二名。
- 107年全國和家盃排球賽冠軍。
- 108年全國和家盃排球賽冠軍。
- 108年全國華宗盃排球賽第二名。
- 112學年度國中排球聯賽甲級女子組第八名。

### 田徑隊
- 106年市中運男子400公尺第一名、男子400公尺跨欄第一名並破大會紀錄。
- 106年全中運男子400公尺第七名、男子400公尺跨欄第四名。
- 106年港都盃男子400公尺跨欄第一名並破大會紀錄。
- 107年市中運女子400公尺跨欄第三名、男子全能五項第三名。
- 108年市中運男子400公尺跨欄第三名、男子全能五項第三名。
- 111年市中運男子標槍第二名、男子400公尺跨欄第一名、男子400公尺跨欄第三名。
- 111年全中運男子標槍第四名。
- 112年市中運男子400公尺跨欄第一名、男子400公尺跨欄第二名、男子110公尺跨欄第三名、女子全能五項第三名。
- 113年市中運男子110公尺跨欄第一名、男子400公尺跨欄第一名、第二名、男子4*100公尺接力第二名、男子100公尺第三名。

### 射擊隊
- 110年全中運男子手槍個人第3名。
- 110年全國中正盃男子手槍個人第2名。
- 110年市中運女子手槍團體第2名、女子步槍團體第1名、女子個人第2名、女子個人第3名、男子手槍團體第2名、男子個人第3名、混合組步槍團體第1名、混合組手槍團體第3名。
- 111年全國青年盃女子步槍個人第3名。
- 111年全國協會盃男子手槍個人第2名。
- 111年全國中正盃女子步槍個人第2名。
- 111年市中運男子手槍團體第1名、男子步槍團體第1名、男子步槍個人第3名、女子步槍團體第1名、女子手槍團體第3名、女子步槍個人第1名、女子步槍個人第2名、女子步槍個人第3名、混合組步槍團體第1名、混合組手槍團體第3名。
- 112年市中運男子手槍團體第2名、男子手槍個人第1名、男子步槍團體第1名、男子步槍個人第1名、男子步槍個人第3名、女子步槍團體第1名、女子步槍個人第1名、女子步槍個人第2名、混合組步槍團體第1名。
- 113年市中運女子步槍團體第1名、女子步槍個人第1名、第2名、第3名、第4名、男子手槍個人第3名。

### 民俗體育隊
- 榮獲110年高雄市體育有功人員績優團體獎。

【扯鈴項目】
- 103學年女子扯鈴隊榮獲全國中正盃扯鈴錦標賽冠軍。
- 2014港都杯民俗體育競賽國中團體技術賽第一名，國中團體繞腳競速第一名。
- 108年全國民俗體育競賽男子組個人扯鈴繞腳競速賽、個人拋鈴跳繩競速賽獲得特優。
- 2019高雄市港都盃民俗體育運動錦標賽體育競賽國中男子一拋一跳競速賽、男子繞腳個人競速賽、女子一拋一跳競速賽、女子繞腳個人競速賽皆獲得第一名。
- 109年全國民俗體育競賽男子個人扯鈴繞腳競速獲得特優。
- 110年全國民俗體育競賽競速個人繞腳競速賽男子組、競速個人繞腳競速賽女子組皆獲得特優。
- 2022年高雄市市長盃扯鈴暨民俗體育錦標賽男子單鈴繞腳競速、女子單鈴繞腳競速、男子單鈴一拋一跳競速、女子單鈴一拋一跳競速皆獲得第一名。
- 2023年高雄市市長盃民俗體育運動錦標賽男子單鈴繞腳競速、女子單鈴繞腳競速、女子單鈴一拋一跳競速皆獲得第一名。
- 2024年高雄市市長盃民俗體育運動錦標賽男子單鈴繞腳競速、男子單鈴一拋一跳競速賽、女子單鈴一拋一跳競速皆獲得第一名。

【跳繩項目】
- 107年中華民國全民運動會民俗體育女子團體跳繩競速榮獲金牌且破大會紀錄「3分鐘540下」。
- 108年全國民俗體育競賽競速團體男子組獲得特優。
- 2019高雄市港都盃民俗體育運動錦標賽體育競賽國中男子跳繩競速賽、女子跳繩競速賽、6人團體跳繩競速賽、12人團體跳繩競速賽第一名。
- 109年中華民國全民運動會民俗體育男子團體跳繩競速榮獲金牌且破大會紀錄「3分鐘568下」。
- 109年全國民俗體育競賽國中組男子團體競速跳繩賽、女子團體競速跳繩賽獲得特優。
- 110年全國民俗體育競賽國中組競速團體團體女子組、國中組競速團體團體男子組獲得特優。
- 2022年高雄市市長盃扯鈴暨民俗體育錦標賽女子競速個人單迴旋、男子競速個人二迴旋、女子競速個人二迴旋、6人團體競速賽、12人團體競速賽皆獲得第一名。
- 111年全國民俗體育競賽國中組競速團體團體女子組、國中組競速團體團體男子組獲得特優。
- 2023年高雄市市長盃民俗體育運動錦標賽男子競速個人單迴旋、女子競速個人單迴旋、男子競速個人二迴旋、女子競速個人二迴旋、6人團體競速賽、12人團體競速賽皆獲得第一名。
- 112年全國民俗體育競賽國中組競速團體團體女子組、國中組競速團體團體男子組獲得特優、個人開叉跳一迴旋男子組優等、個人跑步跳一迴旋男子組甲等、個人二迴旋女子組甲等。
- 2024年高雄市市長盃民俗體育運動錦標賽男子競速個人單迴旋、女子競速個人單迴旋、男子競速個人二迴旋、女子競速個人二迴旋、6人團體競速賽、12人團體競速賽皆獲得第一名。
- 113年全國民俗體育競賽國中組競速團體團體女子組、國中組競速團體團體男子組獲得特優、個人開叉跳一迴旋男子組甲等。
- 113年中華民國全民運動會民俗體育男子團體跳繩競速榮獲金牌。

## 校舍改建
- 民國100年9月弘道樓校舍拆除重建，民國102年8月新弘道樓落成啟用。
- 民國103年11月明德樓、建華樓、莒光樓拆除重建。
- 民國108年6月第三期校舍落成啟用。

## 外部連結
- 高雄市立大寮國民中學 （页面存档备份，存于）
- 高雄市立大寮國民中學圖書室 （页面存档备份，存于）
- 高雄市立大寮國民中學校史 （页面存档备份，存于）